# ماهر بيبرس

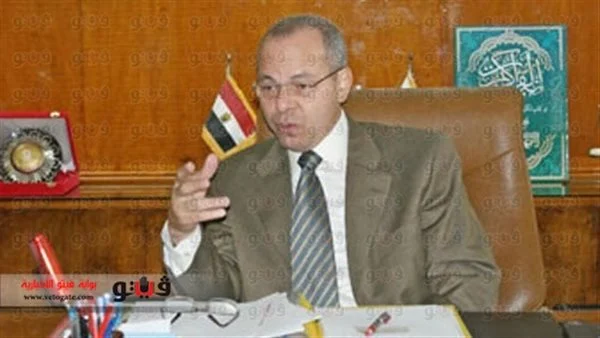

المستشار ماهر بيبرس عيّنه الرئيس الأسبق محمد مرسي محافظا للإسكندرية خلفا لمحمد عطا عباس ضمن حركة المحافظين سنة 2013م.
وكان قد عينه قبلها محافظًا لبني سويف خلفًا لماهر الدماطي، ضمن حركة المحافظين سنة 2012م.
وهو كان القاضي و رئيس المحكمة في محاكمة الرئيس الأسبق محمد حسني مبارك في قضايا الكسب غير المشروع و أيضا كان له دور في التحقيق في موقعة الجمل الشهيرة مع إبراهيم كامل إلى جانب التحقيق في أحداث أبريل 2011.